# Scrimber
Als Scrimber wird ein Holzwerkstoff bezeichnet, der aus Holzpartikeln besteht, die durch nicht zerspanende Holzzerkleinerung entstanden sind. Hierbei wird das Rundholz gequetscht und dabei in der Regel entlang der Fasern gebrochen, wodurch im Vergleich zu Holzspänen lange Holzpartikel entstehen. Die Partikel werden unter Druck und Wärme verleimt und werden wie Schnittholz verarbeitet.

## Zusammensetzung
Scrimber kann auf Basis von Laubholz, Nadelholz, Bambus oder Palme produziert werden. Üblicherweise wird ein phenolischer Harz (PF) eingesetzt. 

## Begriff
Der Name Scrimber geht auf ein kommerzielles Projekt zurück und setzt sich zusammen aus den Worten „scrim“ und „timber“. Als „scrim“ (engl.) wird ein grobes Naturfasergewebe bezeichnet, das zur Verstärkung sowohl im Bauwesen als auch in der Leinenherstellung verwendet wird. Es spiegelt den grobfasrigen Charakter der zerquetschten Rohstoffe wider, welche durch das Öffnen der Struktur zugänglich für Bindemittel werden, jedoch noch immer eine miteinander verbundene Matte bilden. Das Wort „timber“ (engl.) steht für Schnittholz. Dieser Teil der Bezeichnung Scrimber stellt die Ähnlichkeiten bei der Verarbeitung und den Eigenschaften mit Schnittholz in den Vordergrund, da einige Scrimber, ähnlich wie LVL oder PSL, als konstruktive Elemente eingesetzt werden können.